# Vojin Lukić
Vojin Lukić (v srbské cyrilici Војин Лукић; 4. prosince 1919, Subotica u Koceljevy–25. října 1997, Bělehrad) byl jugoslávský komunistický politik a účastník partyzánského boje. V letech 1963–1965 zastával funkci svazového sekretáře pro vnitřní záležitosti SFRJ (de facto ministra vnitra).
Od roku 1941 se účastnil ozbrojeného boje jugoslávských komunistů, a to v řadách První proletářské úderné brigády. Po skončení války působil v bezpečnostních složkách OZNA a UDBa. V druhé uvedené zastával v letech 1949–1953 funkci ředitele bělehradského útvaru. V letech 1953–1963 byl ministrem vnitra ve vládě Srbska v rámci Jugoslávie a v letech 1963–1965 pak i svazovým sekretářem (ministrem).
Po politických změnách zapříčiněných Brionským plénem byl označen za stoupence Aleksandra Rankoviće a musel post ministra vnitra opustit. Lukić byl dokonce vyloučen i ze Svazu komunistů Jugoslávie. Případnému vězení za svoji činnost v UDBě se sice po intervenci parlamentu[zdroj?] vyhnul, roku 1972 byl přesto zatčen a odsouzen na 18 měsíců, tentokrát za slovní delikt. V roce 1989 vydal o svých politických zkušenostech memoáry, které otřásly do té doby nezpochybňovanou ofiální verzí o celé odposlouchávací kauze, vedoucí k událostem Brionského pléna.
Zemřel v říjnu 1997 v Bělehradě, pochován byl v rodné Subotici.